# 人名の短縮形
人名の短縮形（じんめいのたんしゅくけい、英語: hypocoristic）とは、欧米などで伝統的な洗礼名のうち、正式名とは別に日常的に使用する簡略な略称である。
一般に正式名の綴りや発音を短くした（音節を減らした）ものが多いことから「短縮形」と呼ばれる。
英語やフランス語、スペイン語、ドイツ語、ロシア語等のヨーロッパの言語では、ほとんどの伝統的な正式名にはそれぞれの短縮形、愛称形があり、その多くが本名として使用されることが特徴として挙げられる。

## 英語人名の短縮形
英語圏で伝統的に人名として使われている名前、例えばロバート（Robert）やマイケル（Michael）等には、それぞれロブ（Rob）、ボブ（Bob）、ボビー（Bobby）、バート（Bert）、バーティー（Bertie）や、
マイク（Mike）、マイキー（Mikey）、ミック（Mick）、ミッキー（Micky）等の短縮形があり、日常的にはこの短縮形で呼び合うことの方が多い。